# 道の駅十文字
道の駅十文字（みちのえき じゅうもんじ）は、秋田県横手市十文字町字海道下にある国道13号の道の駅である。愛称はまめでらが〜で、秋田弁で「元気ですか」の意味。

## 沿革
2000年（平成12年）に十文字町長に当選した小川健吉は、町長選の際、家から出ない健康的な高齢者が多いことに気付き、住民が集う場所を設ける必要があると考えた。そこで、様々な構想を練る中で道の駅の整備に魅力を感じ、2004年（平成14年）9月の2度目の町長選で道の駅整備を公約に掲げ、同年12月の議会で調査費600万円の補正予算を組んだ。
当時、十文字町役場の建て替え用地として取得していた土地があったが、財政逼迫により建て替えは実現しておらず、代わりに道の駅の整備が進められることになった。しかし、道の駅といえば郊外の幹線道路沿いに広い駐車場とともに整備されるのが主流であったが、計画する用地は市街地の一角に位置していた。町長は、住民が気軽に立ち寄ることのできる場として市街地の一角に整備したいと東北地方整備局長へと談判した際、今後災害対応の拠点として道の駅が活用されること見据え、市街地の一角でも整備すべきであると当時の局長が述べたという。
しかし、当時は市町村合併を控えており、道の駅の建設は合併後の（新）横手市へと委ねられることになった。
- 2007年（平成19年）
  - 7月3日 - プレオープン。
  - 9月16日 - 正式オープン。
- 2022年（令和4年）10月 - ご当地グルメの冷凍自販機を設置[3]。

## 施設
- 駐車場
  - 普通車：100台
  - 大型車：23台
  - 身障者用：5台
- トイレ
  - 男：大 4器、小 8器
  - 女：14器
  - 身障者用：2器（男女各１器）
- 公衆電話：1台
- レストラン
- セブン-イレブン・ 道の駅十文字店
- 特産品展示販売
- 農産物直売・加工
- 交流・休憩ホール

### 管理者
- 十文字リーディングカンパニー（第三セクター）

## アクセス
- 国道13号 - 登録路線
  - 東北中央自動車道 十文字インターチェンジ
- 秋田県道117号野崎十文字線
- JR東日本 奥羽本線 十文字駅から徒歩数分

## 周辺
- JR 奥羽本線 十文字駅
- 東北中央自動車道 十文字IC
- 横手市役所十文字地域局
- 十文字郵便局